# Turbo canaliculatus
Turbo canaliculatus är en snäckart som beskrevs av Hermann 1781. Turbo canaliculatus ingår i släktet Turbo och familjen turbinsnäckor. Inga underarter finns listade i Catalogue of Life.